# Villaviciosa (Asturien)
Villaviciosa (Miliayo/Villaviciosa im Asturischen) ist ein Concejo der Comarca Gijón der autonomen Region Asturien im Nordwesten Spaniens. Die Hafenstadt liegt rund 20 km ostsüdöstlich von Gijón am Ende der 9 km langen Ría (Bucht) von Villaviciosa, wo diese in die Biskaya mündet.

## Geschichte

### Das Wappen
Die Gemeinde führt das Wappen des Heiligen Römischen Reiches deutscher Nation unter Karl I.

### Bis zum Mittelalter
Erste Besiedelungen wurden durch Funde aus dem Epipaläolithikum nachgewiesen. Die anhaltende Besiedelung wird durch Megalithfunde, Wallburgen und Dolmen in der Ria und einigen Tälern um das heutige Villaviciosa bestätigt. Die Römer nutzten den Ort als Anlegestelle. Im Königreich Asturien wurden die Orte Amandi, Camoca, Fuentes und Bedriñana gegründet und der Gemeinde unterstellt.

### Und danach
Im 12. Jahrhundert war Villaviciosa Oviedo unterstellt. Beginnend mit der Neuordnung der Verwaltung unter Alfons IX. wurde 1270 unter Alfons X. die Gemeinde erstmals in seinen Grenzen bestätigt. Dem Kloster „Monasterio de Santa María de Valdediós“ im benachbarten Parroquia Puelles wurde die Gerichtsbarkeit übertragen. Unter den Katholischen Königen wurde für Pilger auf dem Jakobsweg (dem Camino de la Costa) nach Santiago de Compostela eine Pilgerherberge (Hospiz) errichtet. 1517 landete der spätere Kaiser Karl V. im nahegelegenen Hafen Tazones und gastierte daraufhin in der noch heute erhaltenen Casa de Hevia. Während der Napoleonische Kriege auf der Iberischen Halbinsel war das Parroquia Auf- und Durchmarschgebiet für spanische wie napoleonische Truppen.

## Geologie
Die im Trias, Jura und der Kreidezeit entstandenen geologischen Strukturen sind heute an den Steilküsten und den Bergzügen deutlich nachzuvollziehen. Die alten Baumaterialien, überwiegend Sandstein und Kalkstein, spiegeln dies auch wider.

## Wirtschaft
Der älteste Erwerbszweig der Region ist sicherlich die Viehwirtschaft, hier hat speziell die Milchproduktion und -verarbeitung in der heutigen Zeit einen großen marktwirtschaftlichen Anteil. Unter Karl V. wurde der Fischereihafen Tazones der Gemeinde unterstellt, noch heute ist die Fischerei ein bedeutender Erwerbszweig.
Bekannt ist die Gemeinde auch für ihren Sidra, welcher in vielen kleineren aber auch industriellen Betrieben noch heute hergestellt wird.
| TOTAL                                                                                                  | 4.175 | 100   |
| Ackerbau, Viehzucht und Fischerei                                                                      | 645   | 15,45 |
| Industrie                                                                                              | 479   | 11,47 |
| Bauwirtschaft                                                                                          | 487   | 11,66 |
| Dienstleistungsbetriebe                                                                                | 2.564 | 61,41 |
| * Daten, Stand 2009. (PDF; 75 kB) Statistisches Amt für Wirtschaftliche Entwicklung in Asturien, SADEI |       |       |

## Politik
Die 17 Sitze des Gemeinderates verteilen sich wie folgt:
| Partei                   | 1979 | 1983 | 1987 | 1991 | 1995 | 1999 | 2003 | 2007 | 2011 | 2015 |
| ------------------------ | ---- | ---- | ---- | ---- | ---- | ---- | ---- | ---- | ---- | ---- |
| CD / AP / PP             | 4    | 9    | 8    | 8    | 11   | 10   | 10   | 7    | 6    | 8    |
| FAC                      |      |      |      |      |      |      |      |      | 5    | 1    |
| PSOE                     | 3    | 7    | 6    | 4    | 4    | 5    | 6    | 7    | 5    | 7    |
| IDEAS                    |      |      |      |      |      |      |      |      | 1    |      |
| URAS / URAS-PAS          |      |      |      |      |      | 1    | 1    | 3    |      |      |
| PAS-UNA / PAS / URAS-PAS |      |      |      |      | 1    | 1    |      | 3    |      |      |
| UCD / CDS / CAS          | 3    | 1    | 3    | 2    | 1    |      |      |      |      |      |
| ALIV                     |      |      |      | 3    |      |      |      |      |      |      |
| Parteilose               | 7    |      |      |      |      |      |      |      |      |      |
| Somos Villaviciosa       |      |      |      |      |      |      |      |      |      | 1    |
| Total                    | 17   | 17   | 17   | 17   | 17   | 17   | 17   | 17   | 17   | 17   |

## Sehenswertes
- San Salvador de Valdediós, Kirche aus dem 9. Jahrhundert
- San Salvador de Priesca, Kirche aus dem 10. Jahrhundert
- Kirche San Andrés in Bedriñana, Grundsteinlegung im 9. Jahrhundert
- Kirche Santa María de la Oliva von 1270, mit reich skulptiertem Portal

## Bevölkerungsentwicklung
Quelle: INE

## Parroquias
Zum Gemeindegebiet von Villaviciosa gehören folgende Parroquias:
| - Amandi - Ambás - Argüero - Arnín - Arroes - Bedriñana - Breceña | - Camoca - Candanal - Carda - Careñes - Castiello - Cazanes - Celada | - Coro - El Busto - Fuentes - Grases - La Llera - La Magdalena - Lugás | - Mar - Miravalles - Niévares - Oles - Peón - Priesca - Puelles | - Quintes - Quintueles - Rales - Rozadas - San Justo - Santa Eugenia - Selorio | - Tazones - Tornón - Valdebárzana - Vallés - Villaverde La Marina - Villaviciosa |

## Söhne und Töchter
- Juan Fernández (1536–1604), Seefahrer und Entdecker
- Hevia (* 1967), Musiker
- Francisco de Paula Caveda y Solares (1760–1811), Historiker
- Xosé Caveda y Nava (1796–1882), Schriftsteller
- José Manuel Pérez Morís (1840–1881), Historiker
- Víctor García de la Concha (* 1934), Direktor der Real Academia Española
- Arturo Cortina Llosa (* 1936), Kardiologe
- Manuel Busto Fernández (* 1975), Kanute, Weltmeister im Kanumarathon